# Villadicani
Els Villadicani o Villadicane o Viladecans de Sicília són una família noble catalana, que es considera descendent dels comtes de Barcelona i de Provença, és a dir, del Casal  de Barcelona.
Es considera fundador de la nissaga al rei català Ramón Berenguer (italianitzat com a Raimon Berlinguer, Raimon Berengeri o Raimondo Berlingheri, segons el cas), comte de Barcelona i Provença .
El lloc de Viladecans és conegut des del segle XI, quan consta que era de domini comtal. Es considera que Ramon Berenguer es va fer càrrec del cognom Viladecans per la seva possessió del nucli i castell de Viladecans, a Catalunya. Probablement aquest castell és el que avui es coneix com a Torre del Baró, a Viladecans.
L'any 1148, sota la denominació "Vila de Cans", hi havia una petita agrupació de cases que el Comte de Barcelona, Ramon Berenguer IV. Per sufragar les despeses ocasionades per la conquesta de Tortosa, Ramon Berenguer IV va hipotecar la senyoria de Viladecans al bisbe de Barcelona Guillem de Torroja, tot i que retornà més tard al domini reial.
Posteriorment, el nom català de Viladecans s'hauria italianitzat com a Villadecani. Si això fos cert, els Viladecans de Sicília serien una branca dels comtes de Barcelona, de la família reial catalana.
Pel que fa al progenitor sicilià de la nissaga, no se sap del cert. Algunes fonts  afirmen que fou en Pere Guerau Viladecans (Pier Guerao Villadecani), que va ser secretari d'estat del rei Martí I de Sicília i de Maria de Sicília, que va arribar a Sicília el 1386. Altres fonts  afirmen que fou en Taijmo Villadecani, senyor de Villafranca  Sicula (Agrigent).

En tot cas, la família Viladecans o Villadicani, que primer es va traslladar a Calàbria, va ser propietària de la terra de Motta San Giovanni, i després a Sicília, van gaudir de noblesa des del segle XVI i van ocupar càrrecs importants.
Consta també que Àlvar Viladecans Marull i Castell (Alvaro Villadicane Marullo e Castelli), marquès de Condagusta, príncep de Mola i baró de tres feus, va ser diverses vegades senador de Messina.
Un altre membre de la nissaga, anomenat Sebastià, fou comandant d'una flota naval al servei de Carles I de Catalunya. Altres membres de la família Viladecans de Sicília foren senadors a Messina.

Un altre membre important d'aquesta nissaga d'origen català fou en Francesco di Paola Villadicani, (Messina, 22 de febrer de 1780 - Messina, 13 de juny de 1861) va ser un cardenal i arquebisbe catòlic sicilià.
Armes: Or, amb barra de plata i barra negra de vuit peces.